# Tolić (Mionica)
Pour les articles homonymes, voir Tolić.
Tolić (en serbe cyrillique : Толић) est un village de Serbie situé dans la municipalité de Mionica, district de Kolubara. Au recensement de 2011, il comptait 391 habitants.

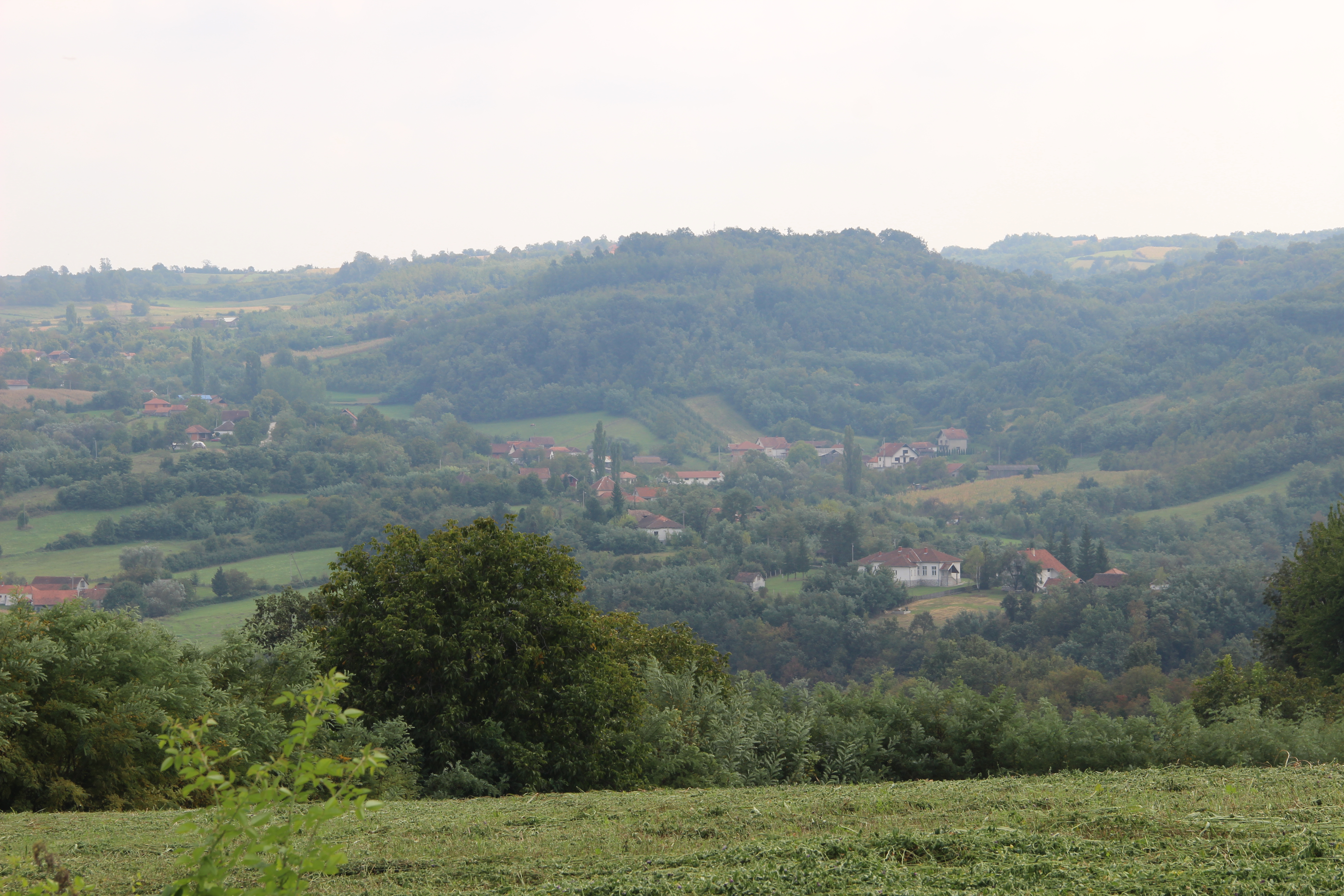
Tolić - panorama
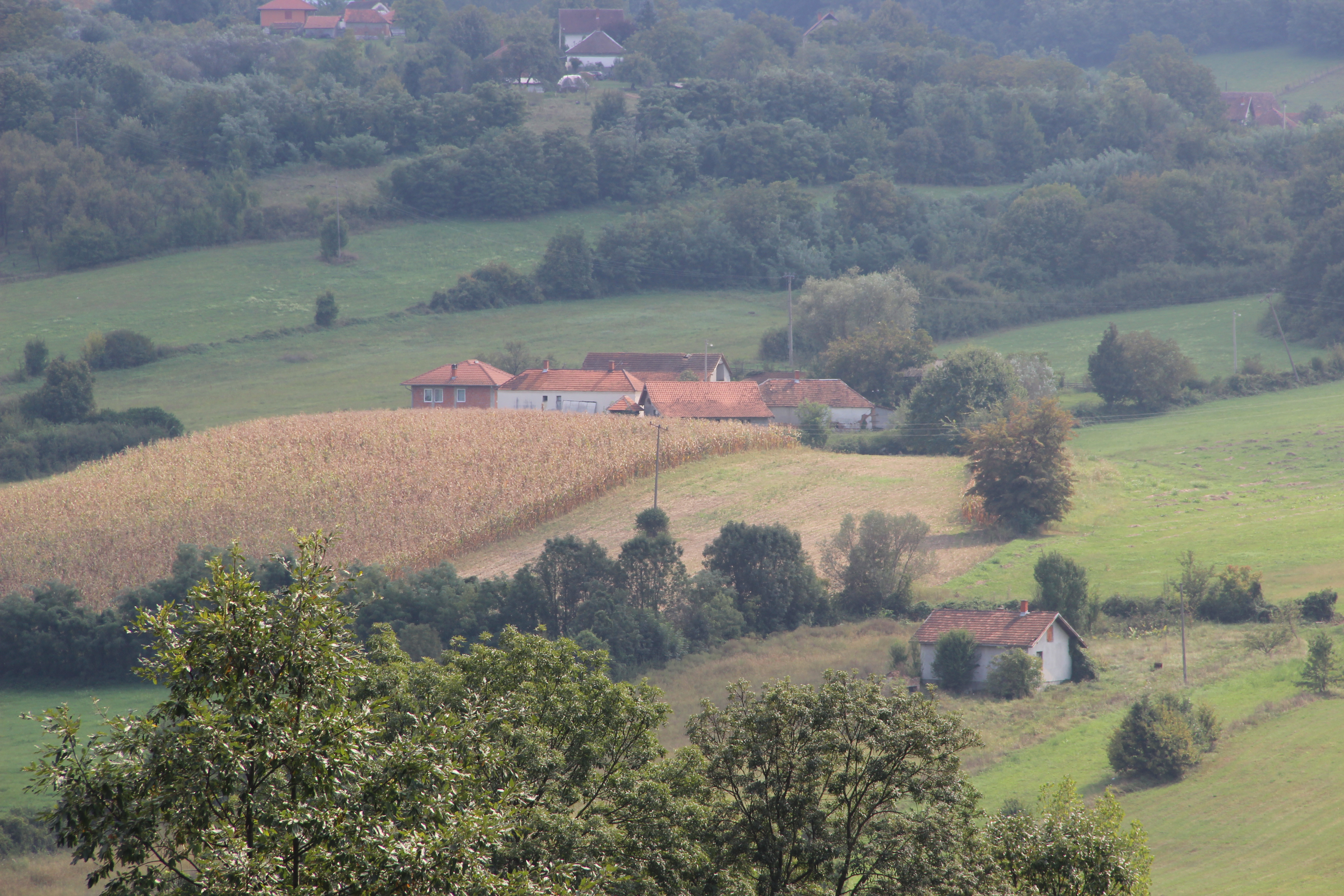
Tolić - panorama
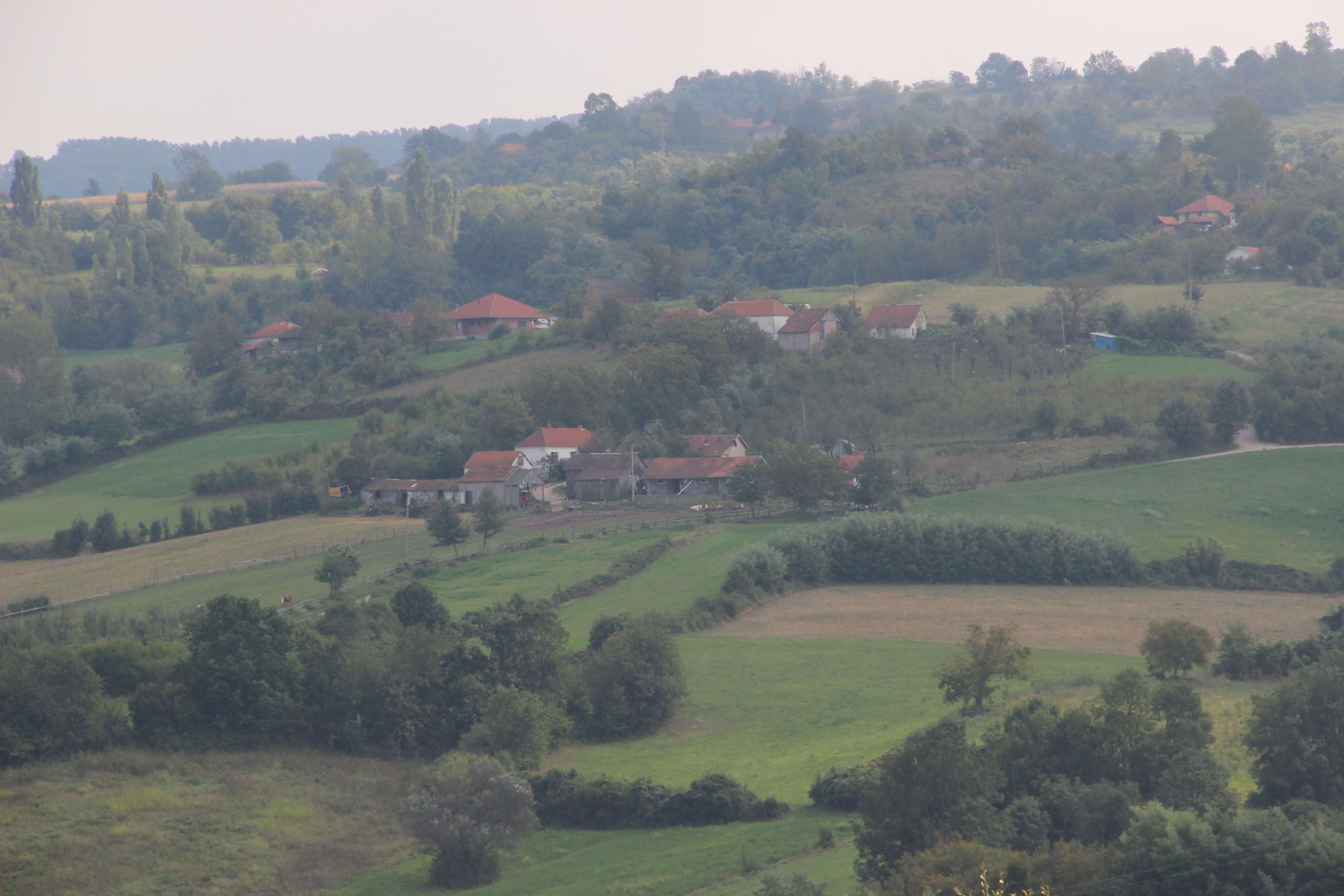
Tolić - panorama
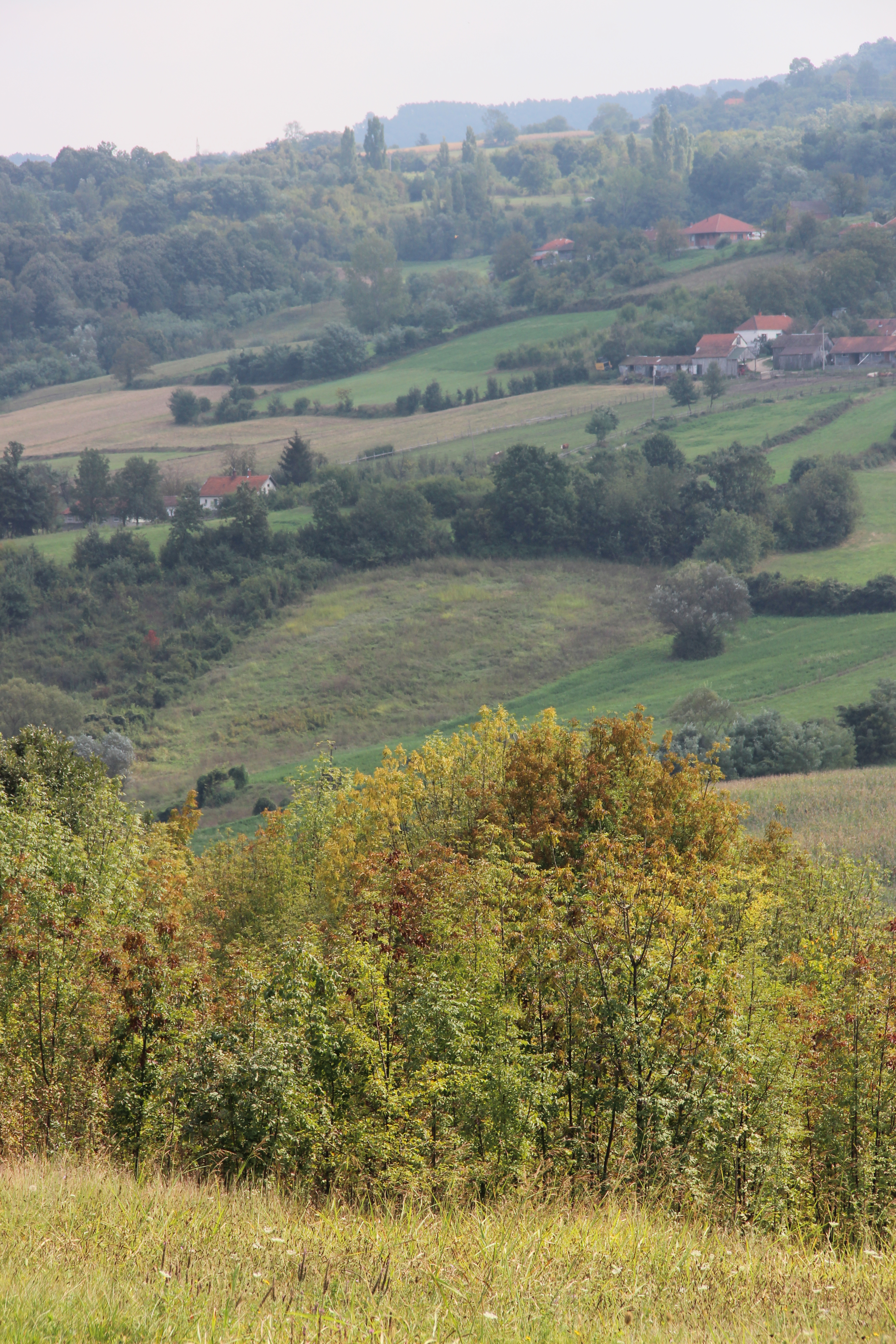
Tolić - panorama
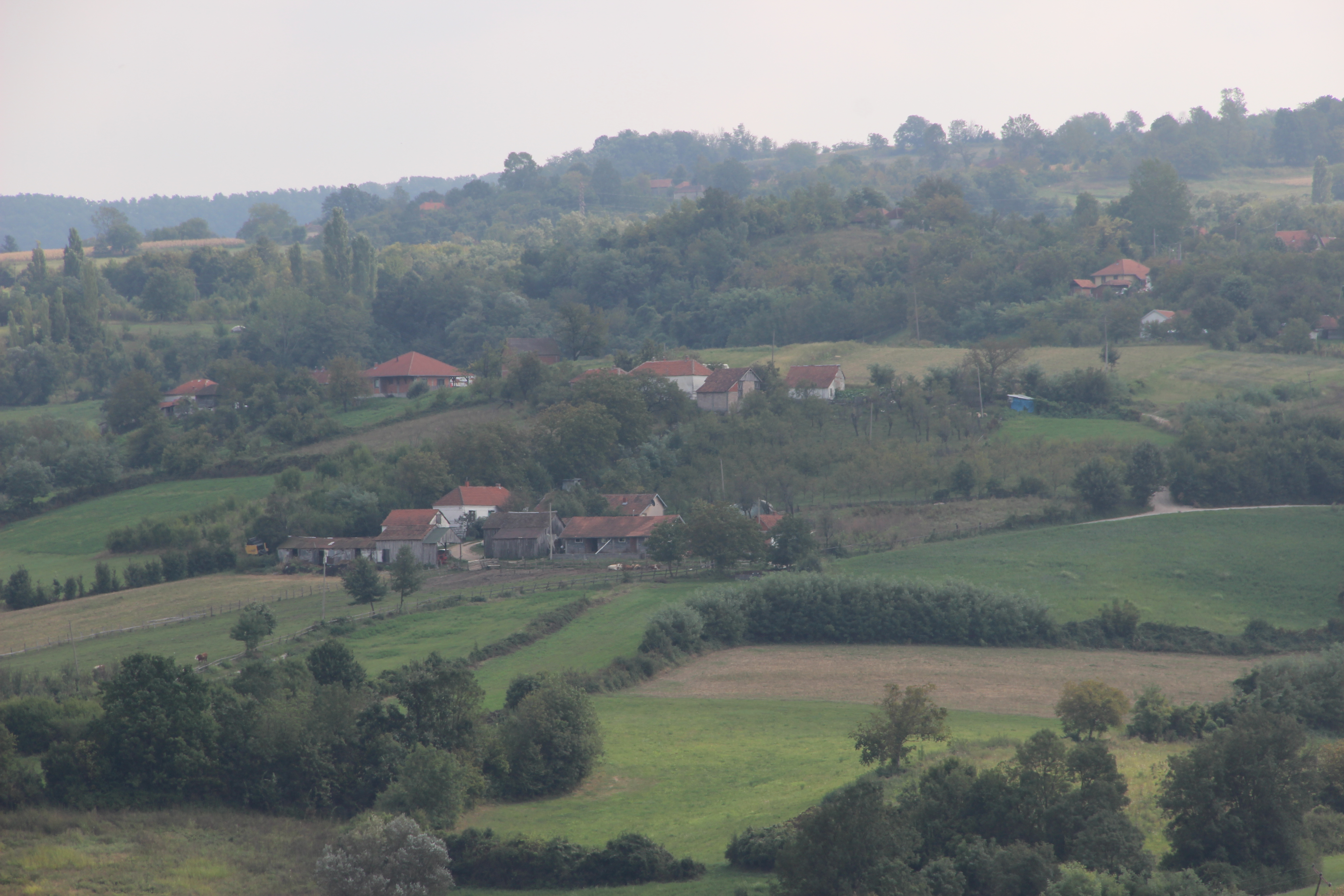
Tolić - panorama
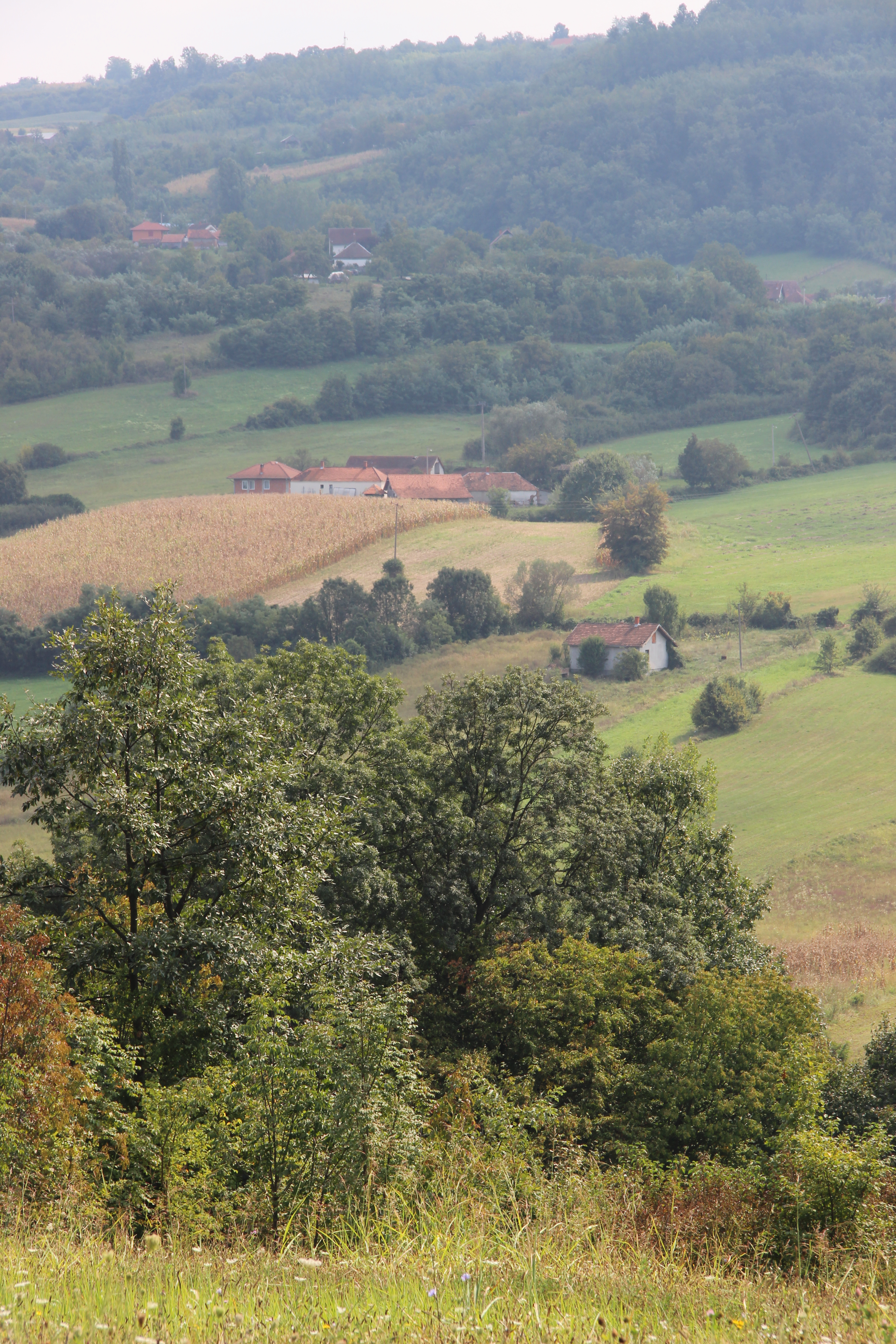
Tolić - panorama

## Démographie

### Évolution historique de la population
| 1948 | 1953 | 1961 | 1971 | 1981 | 1991 | 2002 | 2011 |
| ---- | ---- | ---- | ---- | ---- | ---- | ---- | ---- |
| 745  | 773  | 703  | 629  | 577  | 445  | 434  | 391  |

|  |